# Caldwell Parish
Caldwell Parish (franska: Paroisse de Caldwell) är ett administrativt område, parish, i delstaten Louisiana, USA. År 2010 hade området 10 132 invånare. Den administrativa huvudorten är Columbia. 

## Geografi
Enligt United States Census Bureau har countyt en total area på 1 400 km². 1 371 av den arean är land och 29 km² är vatten.

### Angränsande områden
- Ouachita Parish - norr
- Richland Parish - nordost
- Franklin Parish - öster
- Catahoula Parish - sydost
- La Salle Parish - syd
- Winn Parish - sydväst
- Jackson Parish - nordväst

### Städer och samhällen
- Clarks
- Columbia
- Grayson